# Marija Wasilcowa
Marija Jewgienjewna Wasilcowa (ros. Мария Евгеньевна Васильцова, ur. 22 czerwca 1995 w Nowosybirsku) – rosyjska snowboardzistka specjalizująca się w snowboardcrossie. W 2017 roku zajęła siedemnaste miejsce na mistrzostwach świata w Sierra Nevada. Najlepsze wyniki w Pucharze Świata osiągnęła w sezonie 2015/2016, kiedy to zajęła ósme miejsce w klasyfikacji snowboardcrossu. W dniu 12 grudnia 2015 roku, w swoim drugim starcie w PŚ, stanęła na najniższym stopniu podium. Miejsce to zdobyła podczas rozgrywanych zawodów PŚ w austriackim Montafon, gdzie wyprzedziły ją tylko Francuza Nelly Moenne-Loccoz i Lindsey Jacobellis z USA. Uczestniczka ZIO Pjongczang 2018.

## Osiągnięcia

### Mistrzostwa świata
| Miejsce | Dzień     | Rok  | Miejscowość   | Konkurencja    | Zwyciężczyni       |
| ------- | --------- | ---- | ------------- | -------------- | ------------------ |
| 17.     | 12 marca  | 2017 | Sierra Nevada | Snowboardcross | Lindsey Jacobellis |
| 21.     | 1 lutego  | 2019 | Solitude      | Snowboardcross | Eva Samková        |
| 17.     | 11 lutego | 2021 | Idre Fjäll    | Snowcross      | Charlotte Bankes   |

### Puchar Świata

#### Miejsca w klasyfikacji generalnej SBX
- sezon 2012/2013: 45.
- sezon 2015/2016: 8.
- sezon 2016/2017: 16.
- sezon 2017/2018: 21.
- sezon 2018/2019: 19.
- sezon 2020/2021: 38.
- sezon 2021/2022: 28.

#### Miejsca na podium w zawodach
1. Montafon – 12 grudnia 2015 (snowcross) - 3. miejsce